# Baker (California)
Baker es un lugar designado por el censo ubicado en el condado de San Bernardino en el estado estadounidense de California. En el año censo de los Estados Unidos de 2014 tenía una población de 2300 habitantes.

## Geografía
Baker se encuentra ubicado en las coordenadas 35°16′33″N 116°3′57″O / 35.27583, -116.06583.